# Paddle-tennis
 (juillet 2022).
Si vous disposez d'ouvrages ou d'articles de référence ou si vous connaissez des sites web de qualité traitant du thème abordé ici, merci de compléter l'article en donnant les références utiles à sa vérifiabilité et en les liant à la section « Notes et références ».
Ne doit pas être confondu avec Padel.

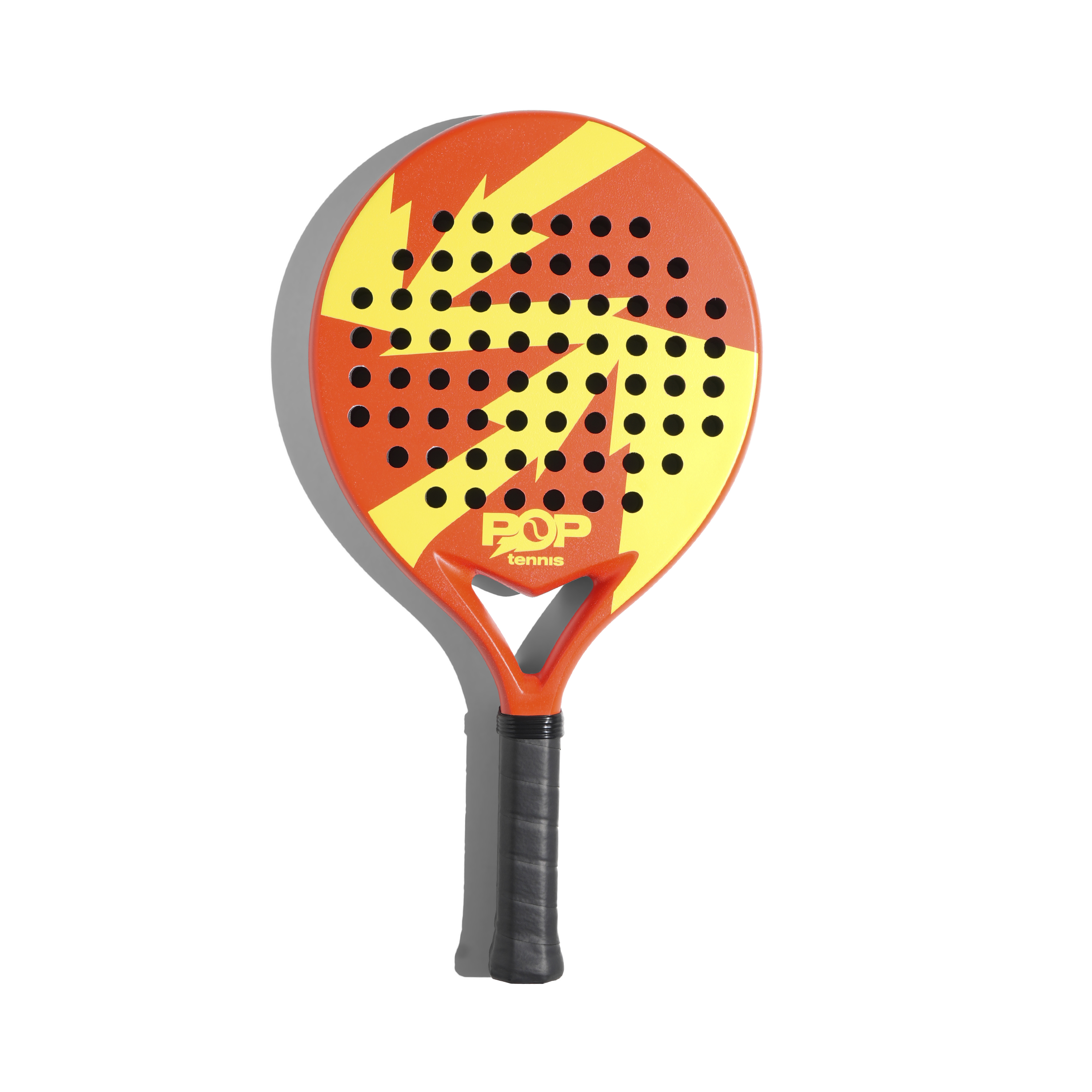
Raquette de paddle-tennis

Le POP Tennis, appelé paddle-tennis (pédale-tennis au Québec) avant 2015, est un sport de balle joué avec une raquette solide, joué depuis plus d'un siècle. 
Comparé au tennis et au padel, le court est plus petit (15,24 m sur 6,096 m), ne contient qu'un seul couloir au lieu de deux et le filet est également moins haut (78,74 cm au milieu). Il se joue avec une raquette solide, assez proche de la raquette de padel, des balles de tennis dépressurisées (50% et 75% de la compression d’une balle de tennis normale) et un service à la cuillère. Le même court peut être utilisé pour les parties en simple ou double, le double étant cependant la forme dominante. Le court plus petit met l'accent sur le jeu au filet et crée un jeu rapide et basé sur les réactions. 
Contrairement au padel, il n'y a pas de vitre.
Avec la croissance du padel et pour éviter toute confusion entre les deux sports, les organisations responsables de la réglementation du paddle tennis ont décidé de renommer ce sport en POP Tennis.
Le sport est régi par l'International POP Tennis Association (IPTA), dont Mitch Kutner est président depuis 2018.

## Genèse

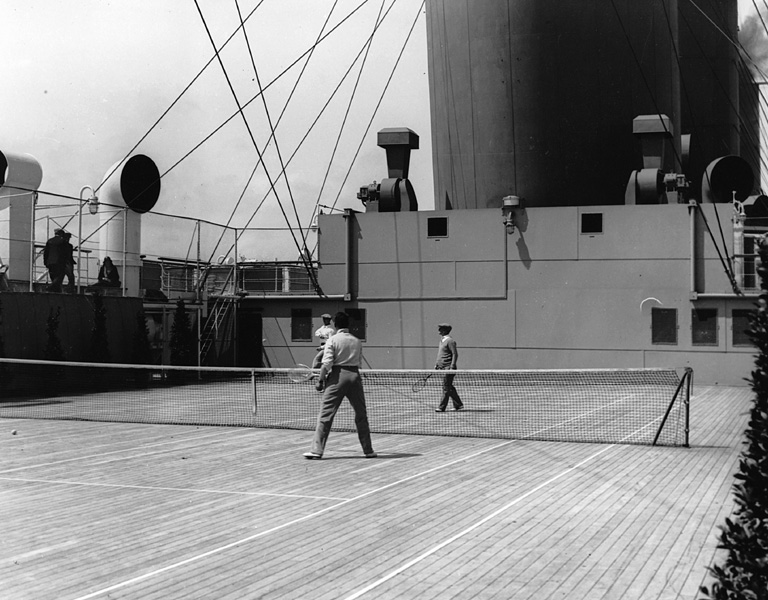
Partie de tennis sur un bateau dans les années 1930.

Le padel-tennis est né en mer sur des bateaux britanniques afin de divertir les passagers, aux alentours de 1890, et serait ainsi une forme de tennis adaptée à l'espace disponible.
Il faut attendre 1924 pour que le Nord-Américain Franck Beal, secrétaire du Community Council de New York, introduise ce sport dans les parcs municipaux. La pratique prend le nom de paddle-tennis, paddle désignant un petit objet rond en bois. En 1928, le paddle-tennis devient populaire à New York et dans les États voisins, mais un problème se pose en hiver, le paddle-tennis se jouant en extérieur. Les conditions climatiques de l'Amérique du Nord limitent donc la pratique de ce sport aux quelques mois d'été.
Fresseden Blanchardy et James Cogswell élaborent un terrain de paddle-tennis placé sur un plateau de bois surélevé, permettant de jouer sur un sol même irrégulier et d'en balayer facilement la neige en hiver pour rendre la surface praticable. La mise en place d'une toile reliant les deux frontons autour du terrain résout le problème de la perte de la balle.
Le paddle-tennis devient ainsi le platform-tennis. Cette forme améliorée du paddle-tennis s'implante à Scarsdale, près de New York, à proximité du club de tennis de Fox Meadow, où se déroulent tous les ans les championnats de platform-tennis. Les caractéristiques du platform-tennis reprennent celles du jeu dynamique et compétitif joué sur les bateaux britanniques de la fin du XIXe siècle.
Construit en 1962, les courts historiques de Venice à Los Angeles accueillent la plupart des tournois de POP-Tennis.